# P. D. Cacek
Patricia Diana Joy Anne Cacek (n. 22 decembrie 1951, Hollywood, California) este o scriitoare americană, mai ales de romane de groază.  A absolvit California State University, Long Beach în 1975.

## Premii
- 1996 - "Metalica" - International Horror Guild Award, Best Short Story (Nominalizare)
- 1996 - "Metalica" - Bram Stoker Award, Superior Achievement in Short Fiction (Câștigat)
- 1997 - "Dust Motes" - International Horror Guild Award, Best Short Story (Nominalizare)
- 1998 - Night Prayers - Bram Stoker Award, Superior Achievement in a First Novel (Nominalizare)
- 1998 - "Leavings" - Bram Stoker Award, Superior Achievement in Long Fiction (Nominalizare)
- 1998 - Leavings - Bram Stoker Award, Superior Achievement in a Fiction Collection (Nominalizare)
- 1998 - "Dust Motes" - World Fantasy Award, Best Short Fiction (Câștigat)[3]
- 1999 - "The Grave" - Bram Stoker Award, Superior Achievement in Short Fiction (Nominalizare)

### Romane
- Night Prayers (1998)
- Canyons (2000)
- Night Players (2001)
- The Wind Caller (2004)

### Colecții
- Leavings (1997)
- * Eros Interruptus (2005, Diplodocus Press)

### Antologii
- Bell, Book & Beyond (1999)